# Sint-Arnulfuskerk
De Sint-Arnulfuskerk (Duits: Sankt Arnulf) is een rooms-katholieke kerk in Nickenich, een plaats in het Landkreis Mayen-Koblenz in de Duitse deelstaat Rijnland-Palts.

## Geschiedenis
De huidige kerk is het derde kerkgebouw van Nickenich. Op de eerste kerk volgde tegen 1200 de bouw van een tweede kerk, die op de resten van een romeinse villa werd gebouwd. 
In de eerste helft van de 19e eeuw werd nieuwbouw noodzakelijk. De Koblenzer architect Johann Claudius von Lassaulx (1781-1848) ontwierp de nieuwbouw, waarmee in 1845 werd begonnen. Het op achthoekige zuilen rustende kerkgebouw kwam in 1848 gereed en de werd op 25 september 1849 door bisschop W. Arnoldi plechtig geconsacreerd. De hallenkerk heeft een kruisvormige plattegrond, een oostelijke oriëntatie en een rond koor. De zijschepen van de kerk eindigen in nevenapsissen. Ten noorden van het verhoogde altaar en de apsis van het zijschip bevindt zich de sacristie. Tussen het kerkschip en de toren werd een tussenruimte ingevoegd dat als voorhal op de begane grond en als galerij voor het kerkorgel op de eerste verdieping dient. 
Het bouwmateriaal van de kerk bestaat uit kleisteen en grauwacke. Voor de ingevoegde decoraties in de muren werden basaltlava, tufsteen en lichtkleurige zandsteen toegepast.  
Bij de bouw van de nieuwe kerk in 1845-1848 bleef de oude romaanse toren bewaard. De toren loopt naar boven toe enigszins taps en wordt in vier, door kroonlijsten gemarkeerde, verdiepingen verdeeld. Voor het onderste deel van de toren werd vermoedelijk gebruikgemaakt van het vrijgekomen bouwmateriaal van de romeinse bouwresten die hier ooit stonden. De eerste en twee verdieping tonen op alle kanten later dichtgemetselde galmgaten, hetgeen een indicatie is dat de toren in de middeleeuwen tot tweemaal toe werd verhoogd. De toren wordt afgesloten door een slanke, achthoekige spits.
De kerk droeg volgens de eerste vermelding uit haar geschiedenis in 1069 oorspronkelijk het patrocinium van Sint-Maximinus. Vermoedelijk onder de invloed van de abdij Maria Laach werd in de 14e eeuw Sint-Arnulfus, de bisschop van Metz, de kerkpatroon van de kerk.

## Interieur
Het hoogaltaar werd in 1862 door J. Virneburg uit Bad Breisig vervaardigd en toont een kruisigingsscène met aan weerszijden de beelden van Maria en Johannes. De buitenste beelden stellen de heilige Sebastiaan en de kerkpatroon van de kerk, Sint-Arnulfus, voor. 
In de klokkentoren hangen vier klokken, waarvan drie oudere klokken vanwege het cultuur-historische belang ontsnapten aan de massale omsmelting van kerkklokken in de beide wereldoorlogen. De ouderdom van oudste klok is niet bekend, maar heeft vermoedelijk nog in de eerste kerk gehangen. De Mariaklok en de Arnulfusklok werden in 1490 respectievelijk in 1589 gegoten. Een vierde klok, de Nicolaasklok, verving de kleine Sebastiaanklok die wel werd omgesmolten en stamt uit 1974.